# Equites legionis
Les Equites legionis étaient des soldats de la légion romaine placés directement sous le commandant du Légat et utilisés comme messagers et pour l’exécution de missions spéciales.

## Description
Les Equites legionis étaient des fantassins promus à un rang supérieur. Ils n'avaient pas la même valeur que les cavaliers des ailes (ala). Le cheval était plutôt un moyen d'action et un signe distinctif pour ces hommes.
Chaque légion en comptait 120 répartis entre 4 turmes de 30 cavaliers commandées chacune par un decurio.
L'empereur Gallien aurait porté ce nombre de 120 à 726, mais l'auteur citant ce fait est un auteur tardif qui décrit peut-être une légion à l'effectif idéal pour sa propre époque.